# 300 Worte Deutsch

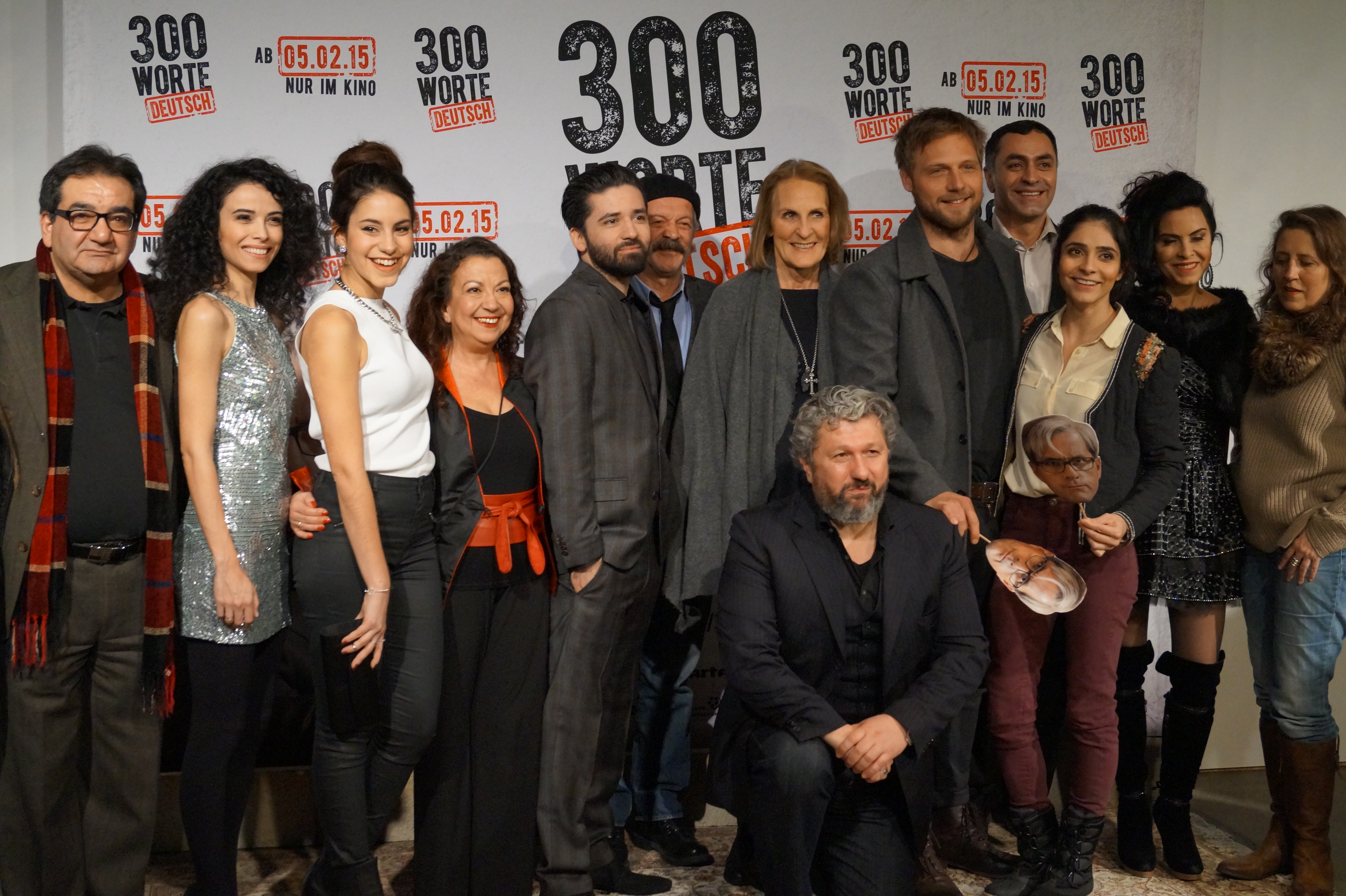
Darsteller „300 Worte Deutsch“, Januar 2015

300 Worte Deutsch ist eine deutsche Filmkomödie von Züli Aladağ. Der Film spielt mit kulturellen Besonderheiten und Klischees bezüglich in Deutschland lebender Türken. Der Film hatte seine Premiere am 29. Juni 2013 beim Filmfest München. Der Kinostart war am 5. Februar 2015. Seit dem 28. August 2015 ist der Film als DVD und Blu-Ray erhältlich.

## Handlung
Der Vorsitzende und Hodscha einer türkischen Gemeinde in Köln, Cengiz Demirkan, hat aus der Türkei eine Reihe lediger Türkinnen einfliegen lassen, um alleinstehende männliche Mitglieder seiner Gemeinde mit Bräuten zu versorgen. Der Leiter der Ausländerbehörde in Köln, Dr. Ludwig Sarheimer, will die Türkinnen schnellstmöglich wieder ausweisen lassen, da keine der Damen der deutschen Sprache mächtig ist und die vorgelegten Zeugnisse über erfolgreich in der Türkei absolvierte Sprachtests gefälscht sind. Voraussetzung für eine Einreiseberechtigung ist das Beherrschen von 300 sowie das passive Verstehen von 650 Wörtern aus der deutschen Sprache. Während Lale Demirkan, die Tochter von Cengiz Demirkan, in einem Schnellkurs den Türkinnen die deutsche Sprache (sowie einige Kampftechniken) näherbringt, verlieben sich Lale Demirkan und der Neffe von Dr. Sarheimer ineinander, was zu weiteren Verwicklungen führt. Cengiz Demirkan hat währenddessen bereits einen wohlhabenden türkischen Unternehmer als Ehemann für seine Tochter ausgesucht, welcher jedoch von ihr abgelehnt wird.
Trotz aller Widerstände kommen Lale Demirkan und Marc Rehmann zusammen, es gibt sogar Nachwuchs.

## Hintergrund
Die Dreharbeiten fanden in Köln statt, wo der gesamte Film auch spielt. Der Filmtitel ist eine Anspielung auf eine (erfundene) Regelung im deutschen Einwanderungsgesetz, wonach im Rahmen des Familiennachzuges nach Deutschland einwandernde Türken im Rahmen eines Sprachtests belegen müssen, dass sie 300 unterschiedliche deutsche Wörter sprechen können.

## Kritik
Der Filmdienst bezeichnet den Film als „temporeiche Komödie, die mit treffendem Wortwitz und psychologischem Feingefühl Schlüsselpositionen der so genannten Integrationsdebatte konterkariert“. Dabei „gelingt es ihr freilich nicht immer, im Spiel mit den Vorurteilen vorhandene Klischees überzeugend zu brechen“.

## Soundtrack
- Medicine von Daughter
- Are you the one I've been waiting for von Nick Cave
- Kiss And Thrills von Hindi Zhara
- Sen Ağlama von Tunc Boyacı, Aysel Gürel, Fatma Sezen Yıldırım
- 1,8 Promill von Semih Yavsaner

Während des Abspanns läuft das Lied Orang Utan von Müslüm, besser bekannt als Ich bin ein Ausländer, ein Immigrant.